# Escola Maria Cortina
L'Escola Maria Cortina és un centre de titularitat privada d’una sola línia. Es troba al carrer d’Antoni Gaudí, 20, de la ciutat de Reus.

## Història

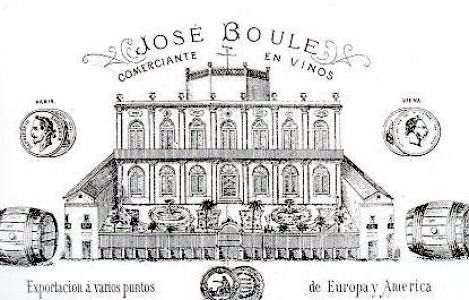
Palau Boule

L’actual Escola Maria Cortina (el nom de l'escola, posat per la seva fundadora, era Col·legi de Nostra Senyora de Misericòrdia) es va fundar l'any 1899 en un pis del raval de santa Anna, al número 45, i més tard es va traslladar al 34 del mateix raval. Per tal d'augmentar l'espai va tornar a traslladar-se al raval Baix de Jesús, on hi va ser fins al final de la guerra civil. La directora i fundadora de l'escola, Maria Cortina, vivia a l'entresòl, i les classes es feien al primer pis. Les lliçons es donaven a totes les habitacions de la casa: al menjador hi anaven petits grups, i a les balconades les nenes que cosien i feien brodats i puntes de coixí.

Durant la guerra civil el col·legi no va tenir activitat pública, però alguns professors feien classes de repàs a les noies i els nois estudiants de batxillerat, ja que l'Institut de Batxillerat va mantenir les classes. A finals de gener de 1939 l'escola, lentament, va tornar a impartir classes, però l'edifici havia quedat malmès pels bombardejos a la ciutat, i a inicis de 1940 es va traslladar a l'edifici del carrer de la Font número 12. L'inspector en cap de primera ensenyança de Tarragona en va autoritzar el funcionament, posant alguns condicionants: 
| « | ... siempre que cumpla fiel y completamente lo dispuesto en la circular de la Jefatura del Servicio Nacional de 1a. Enseñanza de 5 de marzo de 1938 y la circular de la Junta Técnica de 9 de abril de 1937, recordada en 29 de abril de 1938 | » |
| — Pitarch, M. Teresa. Escola Mare de Déu de Misericòrdia. Reus: Col·legi Mare de Déu de Misericòrdia, 1999, p. 61. | |   |

Des del 1939 fins a l'any 1949 se li van anar concedint permisos provisionals per desenvolupar la seva activitat amb un any de validesa. El 1949 va aconseguir un permís sense límit de temps. Una estadística municipal de l'any 1941 diu que a l'escola tenia matriculats 14 nens i 139 nenes, tots pàrvuls i de primer grau. El curs 1952/53 tenia matriculades unes 300 nenes i nens.
L'any 1954 va morir Maria Cortina, i es va fer càrrec de l'escola la seva filla Misericòrdia Marco. L'any 1955, encara amb el nom de Colegio de la Virgen de Misericordia, es va traslladar al carrer de Gaudí, a l'edifici conegut amb el nom de Palau Boule, on continua actualment. El Palau Boule va ser construït per Josep Boule entre 1860 i 1870 com a residència familiar i per albergar les oficines de la companyia de vins de la que n'era propietari. La finca era de més de 8 hectàrees, i arribava fins al passeig de Mata. Posteriorment, el 1933, la casa va ser convertida en clínica de cirurgia i traumatologia, dirigida pel doctor Josep Maria Aluja Pons.
El fill de Misericòrdia Marcó, Anton Borrell, llicenciat en Dret i mestre, es va incorporar al professorat l’any 1966, on impartia classes d'història. La seva gestió va ser important, com a professional del dret, per poder adaptar l'escola a les canviants disposicions oficials sobre el funcionament dels col·legis privats. També va proposar nous mètodes d'ensenyament i va potenciar la formació continuada dels docents del centre.
L’any 1985 un accident mortal de circulació va posar fi prematurament a la vida d'Anton Borrell, que en aquell moment, era l'alcalde de la ciutat de Reus. El centre es va transformar en una cooperativa de treball associat durant el curs 1985/86, i es va establir un conveni educatiu amb el Departament d'Ensenyament de la Generalitat. L'any 1994 es va fer càrrec de la direcció M. Dolors Gállego i Culleré.
L'escola, que a nivell popular sempre s'havia anomenat «Ca donya Maria Cortina», el curs 2004/2005 va canviar el nom, i des de llavors s'anomena oficialment Escola Maria Cortina, en homenatge a la seva fundadora.
A més, cal afegir que el 25 de gener de 2013, la Junta de Govern de l’Ajuntament de Reus aprovà la cessió de terrenys a l’Escola Maria Cortina per possibilitar l’ampliació del centre educatiu. L'any 2023 va ser directora Maria Josep Escurriola.